# Joseph Cludts
Joseph Cludts (1896 - ?) was een Belgisch zwemmer.
Joseph Cludts nam tweemaal deel aan de Olympische Spelen in 1920 en 1924. In 1920 zwom hij voor het 4x200 meter vrije slag team dat in de eerste ronde eruit lag. Vier jaar later zwom hij voor het waterpolo team. Hij speelde vijf wedstrijden en scoorde tweemaal.
Jean-Pierre Vermetten · 
Joseph Cludts · 
René Bauwens · 
Gérard Blitz
Gérard Blitz · 
Maurice Blitz · 
Pierre Dewin · 
Albert Durant · 
Paul Gailly · 
Joseph Pletincx · 
Joseph De Combe · 
Joseph Cludts · 
Georges Fleurix · 
Jules Thiry · 
Jean-Pierre Vermetten
- Bibliothèque nationale de France: cb166129335 (data)
- International Standard Name Identifier: 0000 0004 5098 3578
- Virtual International Authority File: 316737848